# Huazhu Group

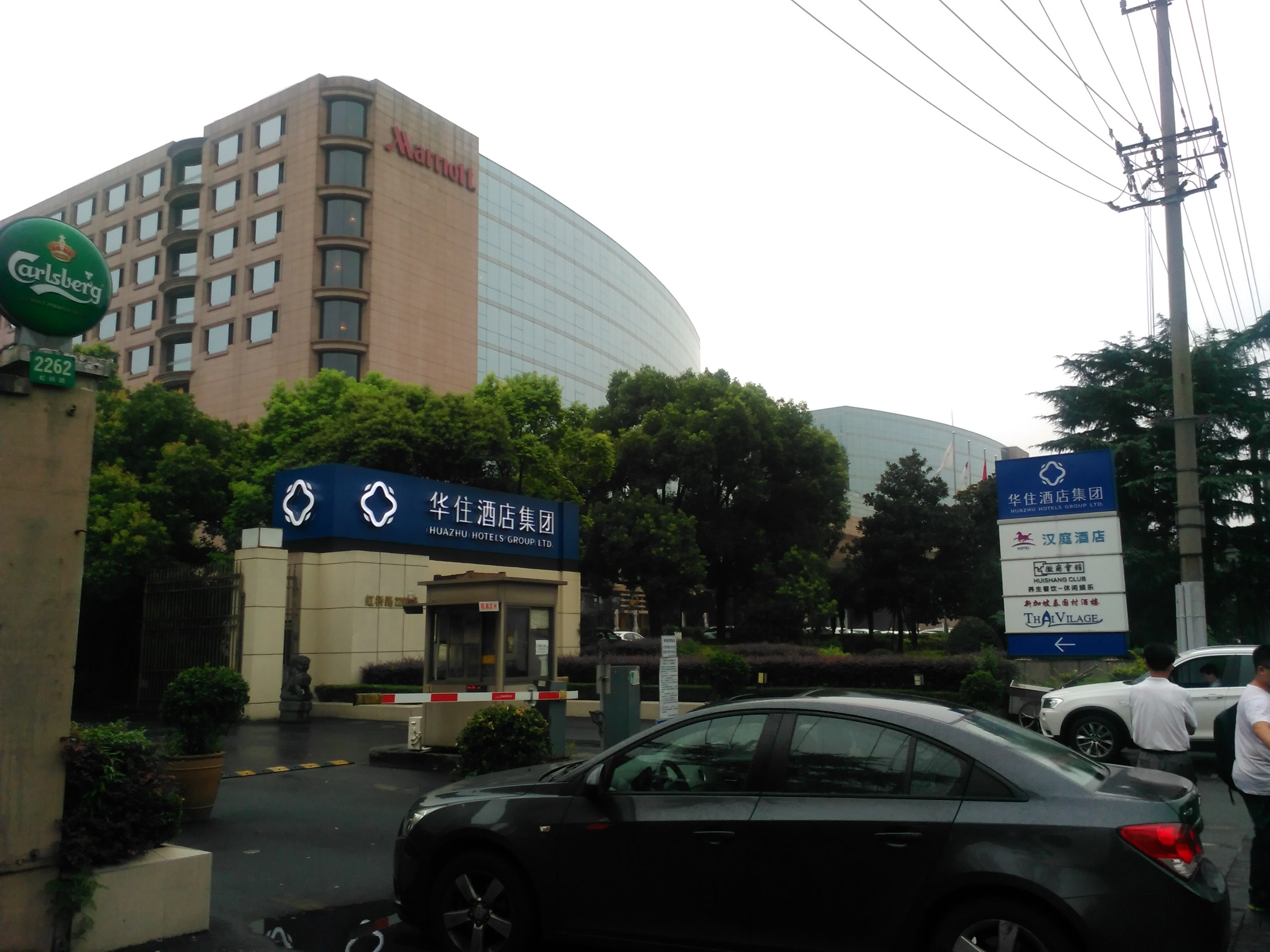
Hoofdkwartier van de Huazhu Group in Shanghai

Huazhu Group is een Chinese hotelgroep, voorheen bekend als China Lodging Group.
Bedrijfsoprichter Ji Qi kwam naar eigen zeggen op het idee om de hotelketen te starten nadat hij in een boek had gelezen over het succes van de Franse hotelketen Accor met eenvoudig ingerichte hotels in het lagere prijssegment. Sinds eind 2014 bestaat er een alliantie tussen Accor en Huazhu, waardoor Huazhu hotels in China kan exploiteren onder de namen Mercure, Novotel en Ibis. In 2018 nam Huazhu een 4,5%-belang in het aandelenkapitaal van Accor. Volgens het vakblad Hotels was de Huazhu Group in 2017 en 2018 qua aantal kamers de negende grootste hotelexploitant ter wereld. In november 2019 nam Huazhu Group Deutsche Hospitality (voorheen Steigenberger Hotel Group) over van de Egyptische Travco Group. Tijdens het boekjaar 2018 werden 692 hotels van de Huazhu Group verhuurd, terwijl slechts 7 hotels eigendom waren van het bedrijf zelf. 